# Bernard Gottfried Manskirsch
Bernhard Gottfried Manskirch (* 1736 in Bonn; † 19. März 1817 in Köln) war ein deutscher Maler. In erster Linie war er als Landschaftsmaler tätig, der sich stilistisch an der niederländischen Landschaftsmalerei orientierte.

## Leben
Manskirsch entstammte einer bekannten Künstlerfamilie, die insbesondere für die rheinischen Kurfürsten arbeitete. Sein Vater war Jakob Manskirch (1710–1766), sein Onkel Johann Christoph Manskirsch (1689–1760) und sein Bruder Peter Joseph Manskirsch (1742–1809), der als Blumenmaler bekannt wurde. 1761 war Manskirsch als Hofmaler und Hofvergolder auf der Feste Ehrenbreitstein tätig, wo er hauptsächlich Plafonds malte. Dort kam sein Sohn Franz Joseph Manskirsch (1768–1830) zur Welt, der die Familientradition fortführte und Porträt- und Landschaftsmaler wurde. 
Clemens Wenzeslaus von Sachsen, Kurfürst von Trier, ernannte Manskirsch 1769 zum Hofmaler und Hofofficianten. In dieser Zeit beauftragte ihn die Schwester des Kurfürsten Franziska Christine von Pfalz-Sulzbach, Fürst-Aebtissin von Essen und Thorn, ihre Ländereien darzustellen. 1776 begleitete Manskirsch den Kurfürsten auf einer Reise, „um die schönsten Gegenden nach der Natur“ aufzunehmen.
Um 1786 hielt sich Manskirsch in Koblenz auf. 1787 siedelte er nach Köln über, wo er 1788 Mitglied der Malerzunft wurde und 1817 verstarb.